# Centro Municipal de Cultura Goiânia Ouro
O Centro Municipal de Cultura Goiânia Ouro é um espaço cultural situado no município de Goiânia, capital do estado brasileiro de Goiás, composto por cinema (com capacidade para 217 pessoas), teatro, bar, espaço de apresentações culturais e sala de leitura. O espaço foi lançado durante a gestão de Kleber Adorno na Secretaria Municipal de Cultura de Goiânia.

## Dados técnicos da sala de teatro
- Capacidade: 291 pessoas sentadas.
- Medidas do palco: sete metros de boca, seis metros de profundidade e seis metros de altura.
- Luz: mesa digital, 16 PCs de 1000W, dois elipsoidais de 1000W, quatro freznel de 1000W, quatro set light, um strobow e dez pares foco cinco.
- Varas: três de luz, nove cênicas e dois nichos.